# Erik Balling
Erik Balling (Nyborg, 1924. november 29. - Gentofte, 2005. november 19.) dán filmrendező, forgatókönyvíró, filmproducer.

## Életpályája
Mezőgazdasági és állatorvosi tanulmányait abbahagyva 1946-ban Koppenhágában a Nordisk vállalathoz szerződött; segédrendezőként kezdte pályáját. 1949-ben bemutatták Nielsen című darabját. 1954-ben produkciós menedzser a Nordisknál, 1957-ben stúdióigazgató lett. 1968-1981 között ő rendezte az Olsen bandája-sorozatot.

## Munkássága
Átmenetileg mint rádiórendező is dolgozott, de csakhamar teljes mértékben a film foglalta le érdeklődését. Neve első ízben akkor jelent meg játékfilm-produkció főcímén, amikor a Mi szegény bűnösök (1952) című filmet Ole Palsbo halála miatt neki kellett befejeznie. Következő alkotása, az Ádám és Éva (1953), amelynek forgatókönyvét is maga írta, osztatlan sikert aratott. Termékeny, sokoldalú alkat, érdeklődése nem ismert műfaji korlátot. Művei közül Magyarországon a Megtört a jég (1956) című, Grönlandon játszódó drámai életképet, a Kedves család (1962) és az Olsen bandája című (1968) vígjátékot mutatták be. A dán filmművészet egyik vezető egyénisége volt.

## Magánélete
1949-2005 között Christa Blumberg volt a felesége.

## Filmjei

### Filmrendezőként
- Mi szegény bűnösök (1952)
- Ádám és Éva (1953) (forgatókönyvíró is)
- Megtört a jég (1956)
- Kedves család (1962)
- Olsen bandája (1968) (forgatókönyvíró is)
- Az Olsen-banda pácban (1969) (forgatókönyvíró is)
- Az Olsen-banda nagyban játszik (1971) (forgatókönyvíró is)
- Az Olsen-banda nagy fogása (1972) (forgatókönyvíró is)
- Olsen tervez - a banda végez (1973) (forgatókönyvíró is)
- Az Olsen-banda boldogul (1974) (forgatókönyvíró is)
- Az Olsen-banda sínre kerül (1975) (forgatókönyvíró is)
- Az Olsen-banda bosszúja (1976) (forgatókönyvíró is)
- Az Olsen-banda újra akcióban (1977) (forgatókönyvíró is)
- Az Olsen-banda harcba indul (1978) (forgatókönyvíró is)
- Matador (1978-1979)
- Az Olsen-banda nem adja fel (1979) (forgatókönyvíró is)
- Az Olsen-banda veszi az akadályt (1981) (forgatókönyvíró is)
- Az Olsen-banda olajra lép (1981) (forgatókönyvíró is)

### Forgatókönyvíróként
- Gyilkosság a sötétben (1986)
- Gyilkosság az Édenben (1988)
- Az Olsen-banda utolsó akciója (1998) (filmproducer is)
- Előkelő körökben (2010)

## Díjai
- Tiszteletbeli Robert-díj (1998)
- Bodil-díj (1953, 1966, 1993)